# Anticristianismo
O anticristianismo,  sentimento anti-cristão ou cristofobia constitui o medo, aversão, ódio ou o preconceito contra os cristãos, a religião cristã e/ou as suas práticas. O sentimento anti-cristão é por vezes designado por cristofobia ou cristianofobia, embora estes termos englobem, de facto, "todas as formas de discriminação e intolerância contra os cristãos", segundo o Conselho das Conferências Episcopais Europeias. 

## História

### Antiguidade

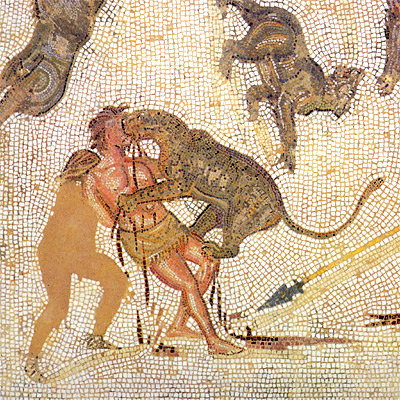
Leopardo devorando um condenado (Mosaico do Século III). Os alegados criminosos, entre os quais eram contados os cristãos, erm atirados às feras nas arenas (Damnatio ad bestias).

O sentimento anti-cristão começou desde logo no Império Romano durante o primeiro século. O crescimento constante do movimento cristão era visto com desconfiança tanto pelas autoridades como pelo povo de Roma. Este fato levou à perseguição dos cristãos no Império Romano. Durante o século II, o cristianismo foi visto como um movimento negativo de duas formas. A primeira engloba as acusações que eram feitas aos adeptos da fé cristã, de acordo com os princípios defendidos pela população romana. A segunda forma engloba a polémica suplementar suscitada durante a época intelectual. 
O sentimento anti-cristão do primeiro século não foi apenas expresso pelas autoridades romanas, foi também expresso pelos judeus. Como o cristianismo era uma pequena seita que, na altura, emergia em grande parte do judaísmo , este sentimento era a cólera de uma religião já estabelecida contra uma fé nova e revolucionária. Paulo de Tarso, que perseguiu os cristãos antes de se tornar um, destacou a crucificação de Jesus como um "empecilho"  para os judeus, e a crença de que o Messias teria morrido numa cruz, como um vulgar criminoso, era ofensiva para alguns dos judeus, porque eles esperavam um messias com características diferentes. 